# Panik i butiken
Panik i butiken, komediserie i fem avsnitt som sändes i TV1 med premiär den 18 februari 1984.
Inför premiären beskrevs serien som en komediserie för dem som tyckte om buskis och Åsa-Nisse-humor, men lyckades inte ens leva upp till den nivån. Serien gick inte hem hos vare sig kritiker eller tittare, till stor del på grund av det krystade och ordvitsspäckade manuset. Serien har aldrig gått i repris.

## Medverkande
- Lars Amble - Lage Nyblom
- Bertil Norström - Olsson
- Armi Sillanpää - Sirkka
- Gunvor Pontén - Kassan
- Meg Westergren - Dir Kumlin
- Sven Holmberg - Spillén
- Kristoffer Nylén - Skorpan
- Elisaveta - Greta
- Barbro Hiort af Ornäs - Märta
- Per-Arne Ehlin - Arnold
- Charlie Elvegård - Journalist
- Bertil Sahlin - Blåstället
- Henrik Schildt - herr Kumlin
- Torsten Wahlund - Siffert